# リアリティ (映画)
『リアリティ』（原題：Reality）は、2023年のアメリカ合衆国のテレビ映画。
2017年、アメリカ国家安全保障局（NSA）の契約社員だった25歳のリアリティ・ウィナーが、ドナルド・トランプアメリカ合衆国大統領の誕生は、ロシアのハッカーによる2016年アメリカ大統領選への介入によるものだったとする報告書をメディアにリークしたとして、国家機密の漏洩で逮捕され、個人の情報漏洩罪として史上最長となる懲役5年の刑を言い渡された事件を、劇作家ティナ・サッター作の舞台劇『Is This a Room』を基に、サッター自身が映画監督デビューして制作した。

## キャスト
- リアリティ・ウィナー（英語版）: シドニー・スウィーニー
- ギャリック特別捜査官: ジョシュ・ハミルトン（英語版）
- テイラー特別捜査官: マーチャント・デイヴィス（英語版）
- ジョー: ベニー・エレッジ
- あるFBI捜査官: ジョン・ウェイ